# Achaetothorax straelenia
Achaetothorax straelenia är en tvåvingeart som först beskrevs av Richards 1980.  Achaetothorax straelenia ingår i släktet Achaetothorax och familjen hoppflugor. Inga underarter finns listade i Catalogue of Life.